# 坂田耕雪
坂田 耕雪（さかた こうせつ、明治4年1月6日〈1871年2月24日〉 - 昭和10年〈1935年〉2月6日）とは、明治時代の日本の浮世絵師、日本画家。

## 来歴
尾形月耕の門人。通称萬助、耕雪と号す。加賀国金沢（現・石川県金沢市）に生まれる。弥左衛門町時代（明治15年 - 明治20年）の月耕に師事し浮世絵を学んだのち、大阪市に移り住み、明治29年（1896年）に入社した大阪毎日新聞社で新聞の挿絵を描き好評を得た。明治34年（1901年）に春陽堂から版行された菊池幽芳の小説『己が罪』中編の木版挿絵および口絵、同じく幽芳の小説『乳姉妹』の挿絵を描く。その後は南画の山水や人物図などを描いている。大正3年（1914年）に開催された第8回文展に「露」を出品して入選し、巽画会の会員となる。これは唯一の官展出品作であった。大阪毎日新聞社を退社した後は能画の研究に専念した。また、大阪市の依頼により大阪城天守閣内で「豊大閣」の肖像画を描いた。

## 作品
- 『己が罪』中編 口絵 菊池幽芳作 春陽堂版 明治33年 ※上巻は富岡永洗、下巻は武内桂舟が口絵を担当
- 『七日間』口絵 菊池幽芳作 文淵堂版 明治34年
- 『夏子』後編 口絵 菊池幽芳作 春陽堂版 明治39年
- 『月魂倭文子の巻』口絵 菊池幽芳作 文淵堂版 明治41年
- 『怪傑紀文伝』前後編 口絵 岡本霊華作 嵩山堂版 明治43年
- 「和歌三神図」　絹本水墨着色
- 「伊勢大廟図」　絹本着色　本山彦一書あり